# Rozsos István (operaénekes)
Rozsos István (Budapest, 1944. július 6. –) Liszt Ferenc-díjas magyar operaénekes (tenor), kiváló művész.

## Életpályája
1963–1969 között a Zeneművészeti Főiskola hallgatója volt Révhegyi Ferencné tanítványaként. 1969 óta a Magyar Állami Operaház magánénekese, ahol 1967-ben – még főiskolásként – debütált Richard Strauss Ariadné Naxosban című operájában, Scaramuccio szerepét énekelte. Operaházi tagsága mellett tagja volt a Städtische Bühne Osnabrück színháznak és a Deutsche Oper am Rhein Düsseldorfnak, de tagja volt a Madách Színháznak is.
Opera- és oratóriuménekesként is tevékenykedik. A kiművelt hang mellett jellemzője a kiváló színpadi játék is, kiváló karaktertenor. A magyarországi operaszínpadokon kívül Európa számos országában is fellépett, például Angliában, Ausztriában, Belgiumban, Csehországban, Finnországban, Görögországban, Hollandiában, Izlandon, Lengyelországban, Monacóban, Németországban, Olaszországban, Oroszországban, Romániában, Svájcban, de még Japánban is.
Jelentősebb szerepei: Herodes (Richard Strauss: Salome), Dávid (Richard Wagner: A nürnbergi mesterdalnokok), Loge (Wagner: A Rajna kincse), Mime (Wagner: Siegfried), Pong (Giacomo Puccini: Turandot), Pinkerton, Goro (Puccini: Pillangókisasszony), Basilio (Wolfgang Amadeus Mozart: Figaro házassága), Festő (Alban Berg: Lulu), Pedro (Eugene D’Albert: A hegyek alján), Frosch (Ifj. Johann Strauss: A denevér), Francia király (Kacsóh Pongrác: János vitéz), Andrés, Cochenille, Pittichinaccio, Ferenc (Jacques Offenbach: Hoffmann meséi), Sporting Life (George Gershwin: Porgy és Bess).
Számos rádió-, televíziós és hanglemezfelvételen működött közre. 1990-ben Liszt Ferenc-díjat kapott, 2005-ben Kiváló művész lett.

## Színházi szerepei
| - Benjamin Jonson: Volpone, avagy a pénz komédiája....Énekes - Strauss: Ariadne Naxos szigetén....Scaramuccio - Monteverdi: Poppea megkoronázása....Lucanus - Wagner: A nürnbergi mesterdalnokok....Eisslinger; Dávid - Szokolay Sándor: Hamlet....Guildenstern - Petrovics Emil: Bűn és bűnhődés....Diák - Gershwin: Porgy és Bess....Sporting Life - Wagner: Tannhäuser....Walter - Haydn: Ember a Holdon....Cecco - Leoncavallo: Bajazzók....Beppo; Canio - Ránki György: Az ember tragédiája....Ráfáel főangyal - Strauss: A rózsalovag....Valzacchi - Beethoven: Fidelio....Jaquino - Mozart: A varázsfuvola....Első őrtálló; Monostatos - Mozart: Thomas, Egyiptom királya....Első pap - Puccini: Gianni Schicchi....Rinuccio - Britten: Szentivánéji álom....Dudás - Kodály Zoltán: Székelyfonó....A gazdag legény - Berg: Lulu....Festő - Verdi: Don Carlos....Don Carlos - Janacek: Jenufa....Steva Buryja - Boito: Mefistofele....Neréo - Britten: Koldusopera....Filch - Prokofjev: A három narancs szerelmese....Treff király fia - Monteverdi: Odüsszeusz hazatérése....Irosz - Coltellini: Aki hűtlen, pórul jár....Filippo - Muszorgszkij: Borisz Godunov....Grigorij; Sujszkij herceg - Mozart: Figaro házassága....Basilio - Durkó Zsolt: Mózes....Hur - Haydn: A patikus....Mengone | - Verdi: Falstaff....Dr. Cajus - Giordano: André Chénier....Egy besúgó - Wagner: A Rajna kincse....Loge - Pergolesi: Il Maestro di Musica....Lamberto - Puccini: Turandot....Pong főpohárnok; Pang - Ránki György: A holdbeli csónakos....Paprikajancsi - Cimarosa: Il maestro di capella.... - Erkel Ferenc: Hunyadi László....V. László - Bizet: Carmen....Remendado - Haydn: A halászlányok....Burlitto - Puccini: Pillangókisasszony....Goro - Massenet: Werther....Schmidt - Szokolay Sándor: Ecce homo....Aga - Vajda János: Mario és a varázsló....Gyapjúinges - Cimarosa: A párizsi festő....Broccardo - Britten: Albert Herring....Albert Herring - Kodály Zoltán: Háry János....Napoleon; Ábrahám; Kocsmáros - Strauss: Salome....Heródes - Verdi: Aida....Hírnök - Strauss: A denevér....Alfréd; Eisenstein; Frosch - Offenbach: Orfeusz az alvilágban....Orfeusz - Sondheim: Nyakfelmetsző....Altiszt - Händel: Agrippina....Narcissus - Wagner: Siegfried....Mime - Bart: Oliver!....Mr. Bumble - Petrovics Emil: C'est la guerre....Vizavi - Humperdinck: Jancsi és Juliska....Boszorkány - Lloyd Webber: Az Operaház Fantomja....Umberto Piangi - Offenbach: Hoffmann meséi....Andrés; Cochenille; Pittichinaccio; Ferenc |

## Díjai
- Liszt Ferenc-díj (1990)
- Székely Mihály-emlékplakett (1997)
- Kiváló művész (2005)
- Bartók–Pásztory-díj